# Benedetto Croce

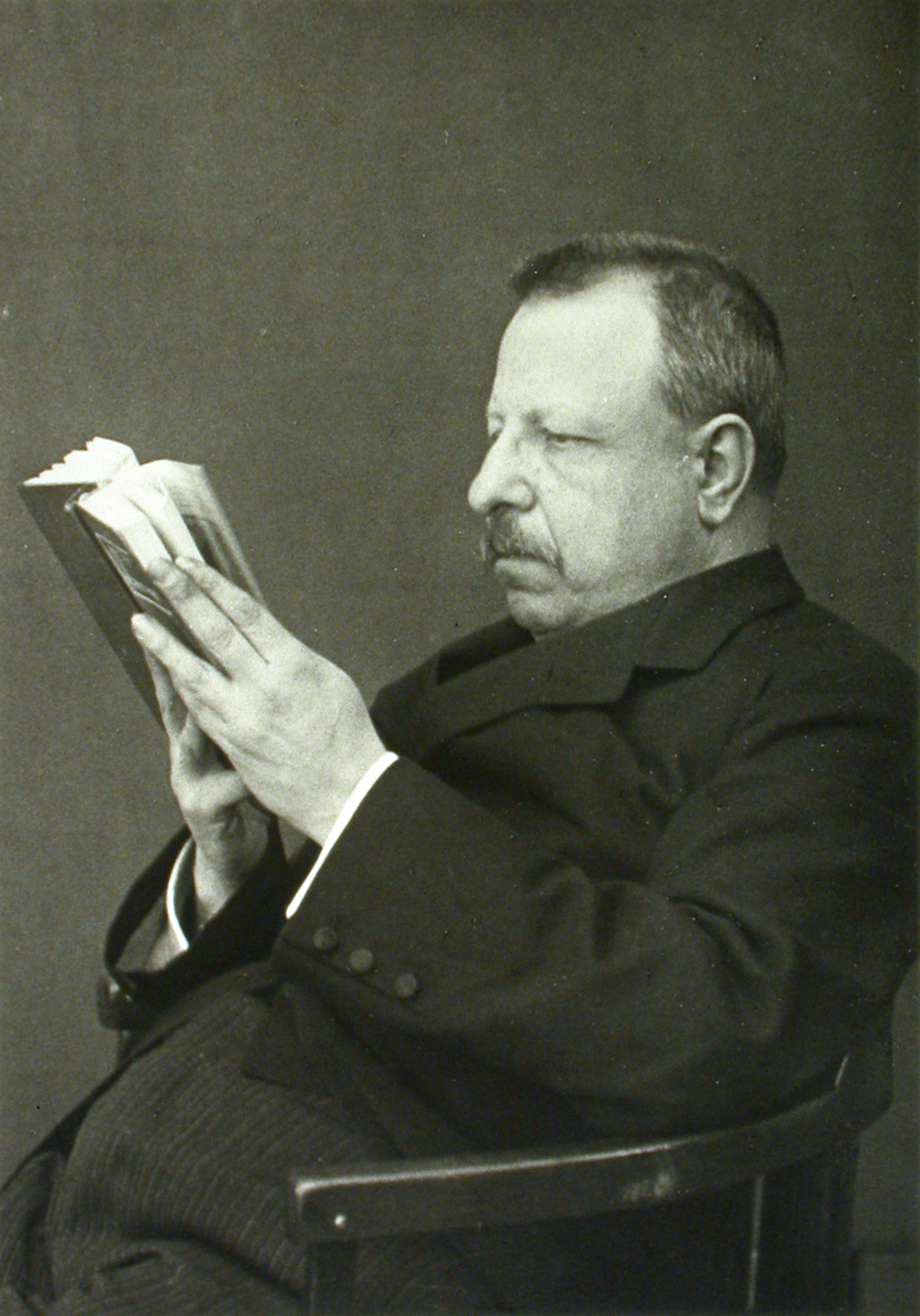
Benedetto Croce

Benedetto Croce, född 25 februari 1866 i Pescasseroli i Abruzzo, död 20 november 1952 i Neapel, var en italiensk litteraturkritiker, filosof (idealist) och politiker. Han har behandlat flera ämnen i sina böcker, inbegripet filosofisk historia och estetik, och han var dessutom en framstående liberal politiker. Han grundade 1943 Italiens liberala parti. Croces inverkan på Antonio Gramsci är påfallande.

## Biografi
Croce föddes i Pescasseroli i regionen Abruzzo. Han tillhörde en rik och betydelsefull släkt, och växte upp i en katolsk omgivning. Vid 18 års ålder övergav han sin katolska tro och blev ateist, vilket han förblev under resten av sitt liv. 1883 drabbades hans hemstad av en jordbävning som utplånade hans hem. Hans mor, hans far och hans enda syster förolyckades, och han själv låg begravd under raset under en lång tid och var nära att dö.
Efter olyckan ärvde han sin faders förmögenhet, vilket möjliggjorde ett bekvämt liv och att han kunde ägna mycket tid åt filosofiska studier. I takt med ökad berömmelse fick han erbjudande om politiska befattningar. Han blev vald till minister över offentlig utbildning, och flyttade senare till den italienska senaten; detta blev en livslång sysselsättning. Italiens medverkan i första världskriget klandrade han öppet, och han ansåg att det var ett självmordsuppdrag. Trots att detta ställningstagande först gjorde honom impopulär, återvann han sitt goda rykte och blev sedermera en beundrad politiker. Hans opposition till fascismen ändrade inte detta, utan han kvarstod som politiker till sin död 1952.
Han var en av sin samtids största filosofer, och var konkurrent till Bertrand Russell om Nobelpriset 1950.

## Utmärkelser, ledamotskap och priser
- Utländsk ledamot av Kungliga Vetenskapsakademien (LVA, 1948)
- Hedersledamot av Vetenskapssocieteten i Lund (HedLVSL)[1]

## Andens filosofi
Starkt påverkad av Hegel och andra tyska idealister, som Fichte, skapade Croce vad han kallade "Andens filosofi". Croce var en häftig förespråkare för idealism, och förnekade all annan verklighet än "rena begrepp" eller kort och gott idéer. Croces "rena begrepp" har ungefär samma innebörd som Platons idéer och påminner om Immanuel Kants kategorier; de utmärks av kvantitet, kvalitet, evolution, och mer eller mindre varje idé som finns kan beskrivas universellt.
Han kom till slutsatsen att om all verklighet är idéer så kan verkligheten brytas ner till logiska begrepp. De flesta av hans verk i ämnet är sammandrag av logik. All form av religion avvisade han som inte tillräckligt logisk och kom att se metafysiken på samma sätt. Han ansåg att all metafysik var enkla rättfärdiggöranden av religiösa idéer, i stället för utvecklade filosofiska teorier. Icke desto mindre vidhöll han sin idealism.

## Historia
Croce var dessutom en beundrare av Giambattista Vico, och delade dennes uppfattning att historia bör skrivas av filosofer. I ett av sina verk definierar han historia som en "filosofi i rörelse", och menar att det inte finns någon kosmisk design eller ultimat plan av historien, varför historieämnet som vetenskap är en fars. Detta ledde till att han avvisade de teorier, som bland andra Marx och Hegel framlade, som skissade upp ett antal principer för historien. Han instämde med Rousseau, som sagt att historien var en serie lögner där var och en måste avgöra vad som ligger närmast sanningen.

## Skönhet
Inom estetiken utvecklade han en teori som gick ut på att konsten är viktigare än vetenskapen och metafysiken, eftersom bara konsten beskriver hela människan; all kunskap består enligt Croce i logisk och imaginär kunskap, varav konsten är sprungen ur den förra, tar den till sitt hjärta och omformar den till imaginär. All föreställning är en del av detta och det ligger till grund för alla tankar.
Konstnärens uppgift blir därmed att finna den perfekta imaginären för sin åsikt, för detta är vad skönhet egentligen utgörs av – danandet av inre, mentala bilder i ett fulländat tillstånd. Intuitionen är det verktyg som skapar dessa begrepp inom oss.